# Axel Iveroth
Karl Axel Iveroth, född 4 augusti 1914 i Ekerö församling, död 29 april 1993 i Adelsö-Munsö församling, var en svensk företagsekonom som bland annat arbetade inom olika näringslivsorganisationer.
Som nyutexaminerad från Handelshögskolan i Stockholm, och med en bakgrund som radioprogramledare på Radiotjänst rekryterades Iveroth som forskare till Industriens Utredningsinstitut (IUI) i samband med att institutet bildades 1939. 1941 blev han IUI:s sekreterare. 1944 lämnade han IUI för att bli industriattaché i Washington.
Iveroth var med och grundade organisationen Studieförbundet Näringsliv och Samhälle (SNS) 1948, och blev senare chef för Sveriges Industriförbund under perioden 1957 till 1977.

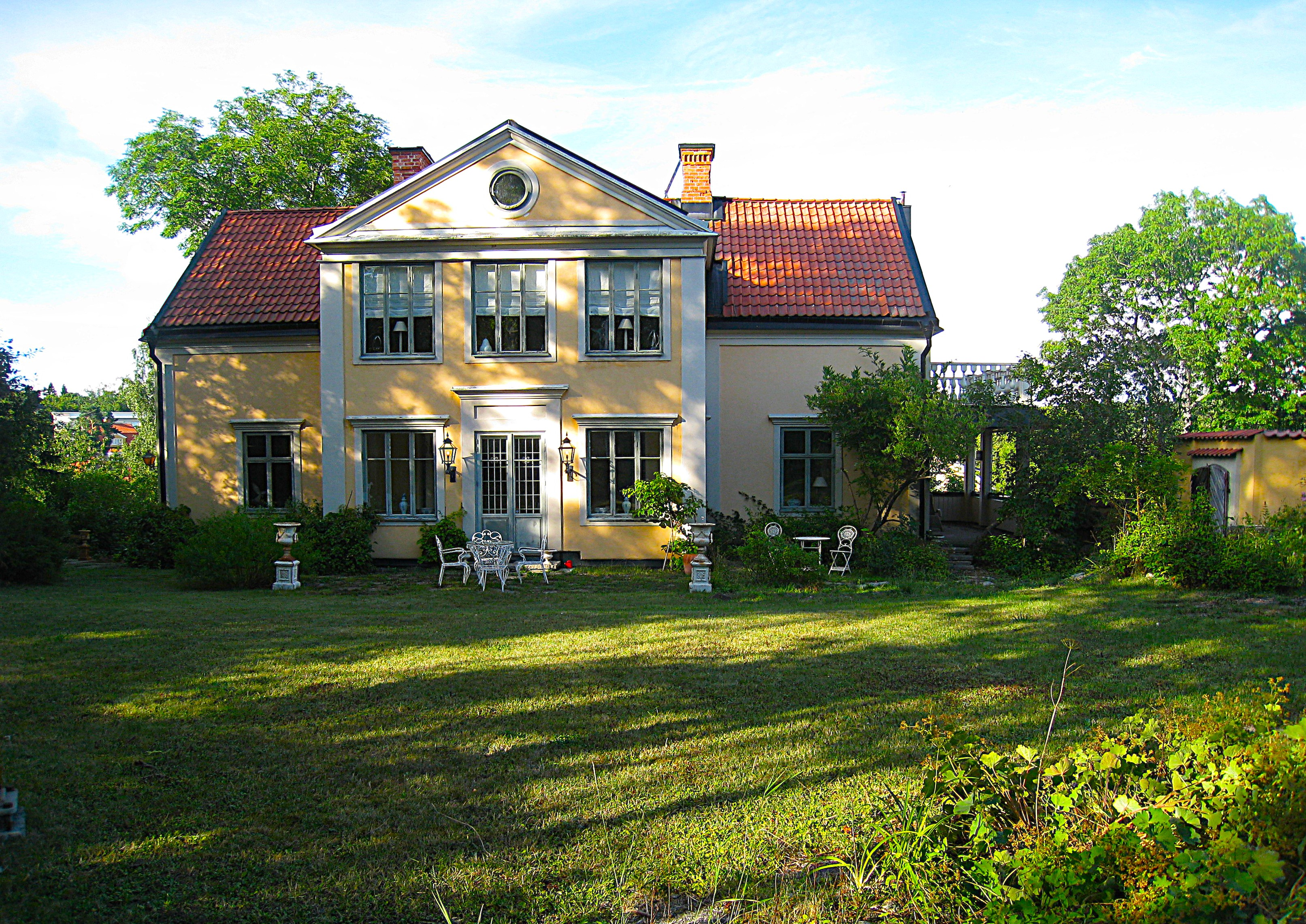
Ålstens gårds huvudbyggnad, vy från sjösidan, 2013. Axel Iveroth var bosatt i villan åren 1957 till 1990.

År 1957 tog Axel Iveroth över som ägare till Ålstens gård efter Axel Gauffin. Han var ägare till Ålstens gård och bosatt där under perioden från 1957 ända fram till 1990. Då såldes fastigheten till Urban Rosengren.
Ålstens gård är en herrgård vid Brantstigen 12 i stadsdelen Ålsten i Bromma, en gård med gamla anor. Gården var från 1916 utarrenderad och fram till 1923 bedrevs lantbruk. Gårdens huvudbyggnad blev en villa bland andra då den inordnades i den nya stadsdelen Ålsten med adress Brantstigen 12. Huvudbyggnaden på Brantstigen 12 med gård och tomt inköptes år 1936 av museimannen Axel Gauffin och restaurerades. Gauffin var vid sitt övertagande av Ålstens gård överintendent vid Nationalmuseum. Denne var sedan ägare till Ålstens gård med tomt under åren 1936-1957. Enligt Gauffins direktiv restaurerades byggnaden och gavs dess nuvarande utseende. Han var bosatt på Ålsten fram till 1957.
Iveroth invaldes 1957 som ledamot av Ingenjörsvetenskapsakademien. Han är begravd på Ekerö kyrkogård.